# 다테야마촌 (미야기현)
다테야마촌(舘矢間村)은 미야기현 이구군에 설치되었던 촌이다. 현재의 마루모리정에 해당한다.